# Ernst Lewalter
Ernst Lewalter (* 29. August 1892 in Hamburg; † 18. Mai 1956 in Hamburg) war ein deutscher Germanist, Lehrer und Publizist. Nach dem Zweiten Weltkrieg publizierte er unter dem Namen Christian E. Lewalter.

## Leben
Ernst Lewalter wurde 1917 an der Universität München zum Dr. phil. promoviert und übernahm später eine Stelle als Lehrer an der Lichtwarkschule in Hamburg. Nach der Abwicklung der Lichtwarkschule durch das NS-Regime wechselte Lewalter zum Berliner Scherl-Verlag. In der Bundesrepublik Deutschland schrieb er dann zunächst Beiträge für den Merkur und ab 1950 als Christian E. Lewalter regelmäßig für Die Zeit.
Lewalters publizistisches Wirken lässt drei Phasen erkennen. In der Weimarer Republik beteiligte er sich mit Aufsätzen an der Debatte um die Wissenssoziologie und den Marxismus. 1933 wurde er NSDAP-Mitglied. In der NS-Zeit konzentrierte er sich in seinen Buchpublikationen auf heroische historische Themen, die das Regime ideologisch untermauerten, so zum Beispiel seine Darstellung der kolonialen Unternehmungen des Brandenburger Kurfürsten Friedrich Wilhelm im heutigen Ghana (Fort Groß Friedrichsburg) von 1683 bis 1721. Die letzte Arbeit dieser Phase war Raubstaat England, ein Sammelalbum für Zigarettenbildchen im Auftrag des Cigaretten-Bilderdienstes Hamburg. Als Zeit-Autor widmete er sich Fragen des Theaters sowie der Kultur- und Hochschulpolitik, kam aber 1952 in einem ausführlichen Artikel auch kritisch auf die Wissenssoziologie der Weimarer Republik zurück.

## Schriften (Auswahl)
- Friedrich Schlegel und sein romantischer Witz, Leipzig: Reudnitz, 1917 (zugleich Dissertation, München 1917).
- Spanisch-jesuitische und deutsch-lutherische Metaphysik des 17. Jahrhunderts. Ein Beitrag zur Geschichte der iberisch-deutschen Kulturbeziehungen und zur Vorgeschichte des deutschen Idealismus, 1935.
- Der Große Kurfürst, Berlin: Keil Verlag Scherl, 1935.
- Waterloo oder Der Epilog des Kaisertums, Berlin: Keil Verlag Scherl, 1936.
- Friedrich Wilhelm IV. Das Schicksal eines Geistes, Berlin: Kiepenheuer, 1938.
- Francis Bacon. Ein Leben zwischen Tat und Gedanke, Berlin: Kiepenheuer, 1939.
- Raubstaat England, [Sammelalbum], Hamburg-Bahrenfeld: Cigaretten-Bilderdienst, 1941.